# Distrito de San José de Quero
El Distrito de San José de Quero es uno de los quince distritos que conforman la Provincia de Concepción del departamento de Junín, bajo la administración del  Gobierno Regional de Junín, en centro del Perú. 
Desde el punto de vista jerárquico de la Iglesia católica forma parte de la Arquidiócesis de Huancayo.

## Historia
El distrito fue creado mediante Ley N.º 12373 del 28 de junio de 1955, en el gobierno del presidente Manuel A. Odría.

### Ley n.º12373. Creación de San José de Quero
Artículo 1º.- Creado el distrito de San José de Quero, en la provincia de Concepción del Departamento de Junín, cuya capital será el pueblo del mismo nombre.
Artículo 2º.- El distrito de San José de Quero, tendrá como anexos, además del pueblo de este nombre, los pueblos de Usibamba, Chala, San Roque de Huarmitá, Santa Rosa de Huarmitá, San Pedro de Sulcan, el caserío de Chaquicocha y la hacienda de Jatunhuasi, los cuales se segregaran de sus respectivos distritos.
Artículo 3º.- El nuevo distrito tendrá como límites los siguientes:
- Norte: Los límites de la hacienda Consac
- Este: Los linderos de la hacienda Colpa y el río Cunas
- Oeste: La cordillera Occidental llamado en esta sección de Negro Bueno
- Sur: El río Apahuay y los límites de la comunidad de Sachi con la Hacienda Jatunhuasi

POR TANTO: Mando se publique y Cumpla.- Dado en la casa de gobierno, en Lima, a los veintiocho días del mes de junio de Mil novecientos cincuenta y cinco: - Manuel A. Odría Augusto Romero Lobo.

## Geografía
Tiene una superficie de 317,9 km².
- Ubicación: San José de Quero se encuentra ubicado al suroeste de la provincia de Concepción, tributaria principal del río Cunas; a 48 km de distancia de la ciudad de Huancayo.

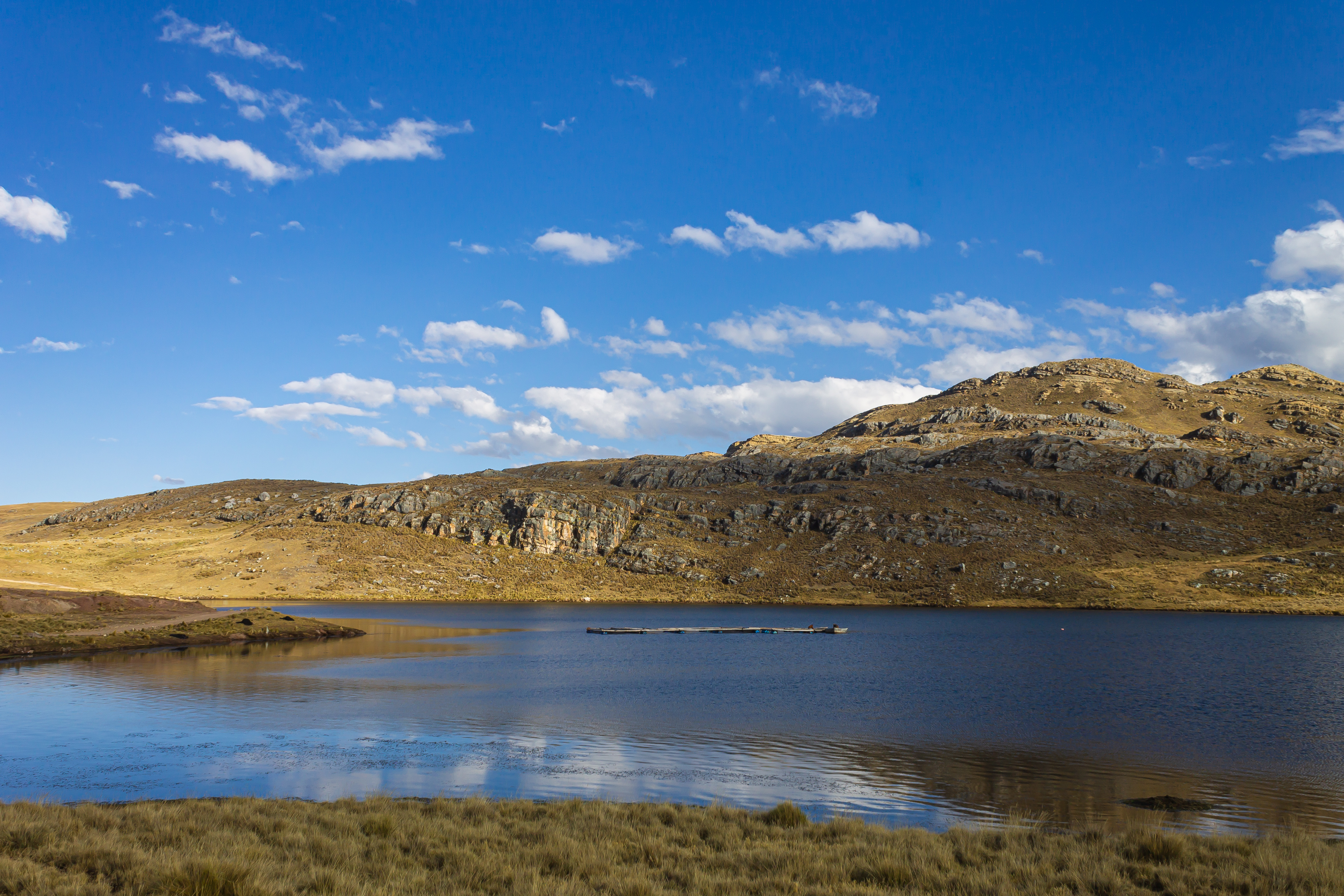
Vista de la laguna Cuncancocha

- Vista de la laguna CuncancochaClima Viene a ser al tipo húmedo y frío desde moderado intenso , con una temperatura media anual máxima de 11,8 °C y una media anual mínima de 4,8 °C, produciéndose las temperaturas más bajas de la provincia en los meses de junio, julio y agosto. Tiene una precipitación media anual de 728,6 mm.

Los riesgos climáticos principales son las sequías, heladas y granizadas.Las heladas vienen a ser destructoras para los cultivos y los animales de esta provincia.
- Altitud: 3800 a 4600 m s. n. m. (metros sobre el nivel del mar).
- Población: 6452 habitantes.
- Actividad económica principal: agropecuaria, microcuenca lechera del Cunas.

## Autoridades

### Municipales
- 2011-2014[2][3]
  - Alcalde: Moisés Viviano Chuquichaico Inga, Partido Fuerza 2011 (K).
  - Regidores: Vidal Felix Tocas Samaniego (K), Félix Justo Quispe Inga (K), Rocío Guerra Ramos (K), Benigno Benito Huaire Bruno (K), Francisco Humberto Inga Damián (Partido Aprista Peruano).

### Policiales
- Comisario: Sgto. PNP

### Religiosas
- Arquidiócesis de Huancayo[4]
  - Arzobispo: Mons. Pedro Barreto Jimeno, SJ.
- Parroquia 
  - Párroco: Pbro.

## Festividades
- Año Nuevo (1 y 2 de enero) Danza la Negrería

- Carnavales (febrero) fiesta familiar en los parajes de Yanahuanca, Huacrash, Cuchilada

- San José (19 de marzo)

- Semana Santa (marzo & abril)

- Aniversario colegio IE San José (14 de mayo)

- Aniversario Creación Política del Distrito (28 de junio)
- Mes del santiago (24 julio y agosto)
- Fiesta a las yuntas en las chacras (18 octubre San Lucas) con adornos de serpentinas, frutas, la bandera peruana, nísperos en homenaje al inicio de la siembra de papa.

- Todo Los Santos (1y2 de noviembre) preparación de la mesa con diversos potajes, el plato más conocido "El Casarao" los panqueques, los ricos quesos entre otros

- Navidad  (24, 25 y 26 de diciembre)

## Atractivos turísticos
Ruinas de Japata, paraje de Laquilanla, Manantial de Quinhualpuquio, Ruinas de Mantará, Carcelcorte, Ruinas de Huayarí, Caratas de Uclo, Jatunhuasi y turismo vivencial, nuestros hermoso cerro de Alachuco mirador quereño, que une tres pueblos (San José de Quero, San Roque de Huarmitá y Santa Rosa de Huarmitá), así mismo  Huacrash, Yanahuanca , Pucajá,  Monterrio.

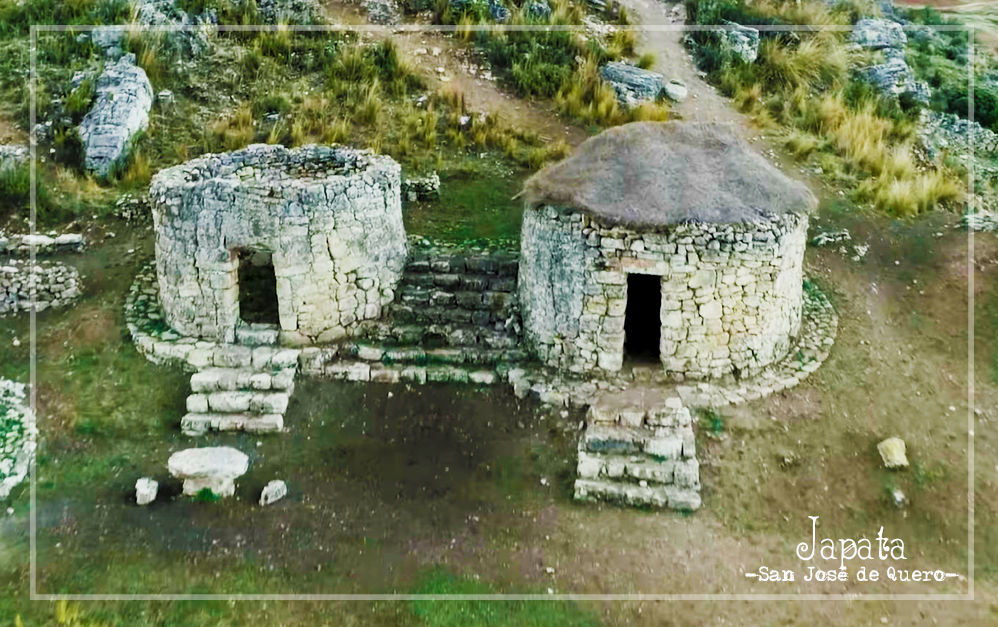

## Danzas y costumbres
La Huaylejia (25 de diciembre). Los avelinos, Los Viejitos, El Huaylash, Tunantada & Chonguinada (28 de junio). Los negritos (1 de enero).

## Gastronomía
Locro de papas y patasca de cebada (casarao) yacuchupe, patachi, pachamanca, mazamorra de maíz y llipta.

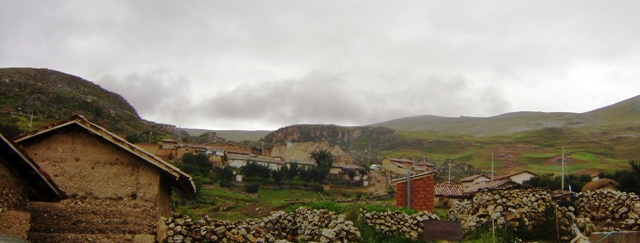
San José de Quero.